# Au bout de l'Infini
Au bout de l'Infini (For the World Is Hollow and I Have Touched the Sky) est le huitième épisode de la troisième saison de la série télévisée Star Trek. Il fut diffusé pour la première fois le 8 novembre 1968 sur la chaîne américaine NBC.
L'Enterprise poursuit un astéroïde qui menace d'entrer en collision avec la planète Daran 28. L'astéroïde est en fait un vaisseau transportant ses voyageurs depuis plusieurs générations. Ceux-ci semblent avoir été trahis par leur ordinateur de bord. Au même moment le docteur McCoy apprend qu'il est atteint d'une maladie mortelle.

## Distribution

### Acteurs principaux
- William Shatner — James T. Kirk (VF : Yvon Thiboutot)
- Leonard Nimoy — Spock (VF : Régis Dubost)
- DeForest Kelley — Leonard McCoy
- James Doohan — Montgomery Scott
- George Takei — Hikaru Sulu
- Nichelle Nichols — Uhura
- Walter Koenig — Pavel Chekov

### Acteurs secondaires
- Majel Barrett - Infirmière Christine Chapel
- Kate Woodville - Natira
- Byron Morrow - Amiral Westervliet
- Jon Lormer - Vieil homme

## Résumé
Leonard McCoy, le médecin de bord de l'Enterprise, découvre qu'il souffre d'une maladie rare et incurable, la xénopolycythémie, et qu'il lui reste un an à vivre. Au même moment, le vaisseau est attaqué par des missiles balistiques primitifs. Ceux-ci viennent d'un astéroïde qui se révèle être un vaisseau géant habité. Celui-ci risque de percuter la planète Daran V d'ici un an. Une équipe de reconnaissance composée du capitaine Kirk, de Spock et de McCoy vient explorer sa surface. Ils y trouvent une population dérivant depuis 10 000 ans : ceux-ci ont oublié qu'ils étaient sur un vaisseau et appellent leur planète Yonada. Ils sont gouvernés par la grande prêtresse Natira et un être omniscient nommé l'Oracle.
Après avoir été abasourdi par un choc électrique, l'équipe de l'Enterprise se réveille dans une pièce. Ils y croisent un vieil homme : celui-ci s'est rendu compte que le "monde était creux" par ses explorations. Toutefois, un implant sous-cutané s'active et le tue. Interrogée, Natira leur explique qu'il s'agit d'un "instrument d'obéissance" implanté dans chaque personne par l'Oracle. Celle-ci se montre attirée par McCoy et souhaite l'épouser. Spock et Kirk, pendant ce temps, découvrent que les habitants de Yonada sont issus du système de Fabrini, où le soleil, devenu une super nova, a rendu les planètes inhabitables.
Natira demande à l'Oracle si elle peut épouser McCoy, le dieu l'autorise à condition qu'il porte un instrument d'obéissance. Alors que Kirk et Spock se trouvaient dans la pièce, ils sont électrocutés et pris pour des espions. Natira souhaite les condamner à mort, mais McCoy intervient en leur faveur : ceux-ci vont être téléportés sur l'Enterprise, tandis que McCoy restera avec la prêtresse sur l'astéroïde. McCoy épouse Natira après avoir accepté l'instrument d'obéissance. Il apprend alors qu'il existe un "livre du peuple" dans lequel se trouve le savoir des Fabrini et que celui-ci, considéré comme sacré, est interdit à la lecture. McCoy tente alors de prévenir Kirk avec son communicateur, mais l'instrument d'obéissance le laisse inconscient.
Kirk et Spock se téléportent sur Yonada et secourent McCoy après lui avoir enlevé l'instrument sous-cutané. Kirk tente d'expliquer la situation à Natira, mais l'instrument commence à la faire souffrir dès qu'elle commence à croire ses paroles. Elle décide de s'enfuir et d'informer l'Oracle. Celui-ci tente de la tuer et, pendant que McCoy lui retire son instrument d'obéissance, Kirk et Spock débranchent l'Oracle qui s'avérait être l'ordinateur de bord du vaisseau. De plus, leur orbite est changée de sorte que le vaisseau ne s'écrase plus. Natira décide de rester sur le vaisseau afin de continuer à diriger son peuple jusqu'à ce que Yonada arrive à destination. Le savoir des Fabrini, collecté par Spock, explique comment guérir de la xénopolycythémie, et McCoy est guéri.

## Production

### Écriture
Le scénario de l'épisode fut proposé par le scénariste Rick Vollaerts le 2 mai 1968. Dans cette version, c'était Scottie qui était malade et non McCoy. La première version du script fut achevée le 31 juillet 1968 avant d'être partiellement réécrite par Arthur Singer et Fred Freiberger au cours du mois d'août 1968.
L'épisode s'appuie sur l'idée de science-fiction d'un vaisseau transportant des êtres humains sur plusieurs générations, une idée popularisé par le romancier Robert Goddard. Robert Heinlein avait aussi imaginé en 1963, dans sa nouvelle Les Orphelins du ciel, l'idée d'humains ayant oublié qu'ils vivent dans un vaisseau spatial.

### Tournage
Le tournage eut lieu du 13 au 22 août 1968 au studio de la compagnie Desilu sur Gower Street à Hollywood, sous la direction du réalisateur Tony Leader.
De nombreux accessoires des anciens épisodes ont été réutilisés pour cet épisode : le livre est repris de l'exemplaire des "bandits du XXe siècle" utilisé dans Une partie des actions, et des escaliers des épisodes L'Impasse et Illusion.

## Diffusion et réception critique

### Diffusion américaine
L'épisode fut retransmis à la télévision pour la première fois le 8 novembre 1968 sur la chaîne américaine NBC en tant que huitième épisode de la troisième saison.

### Diffusion hors États-Unis
L'épisode fut diffusé au Royaume Uni le 27 octobre 1971 sur BBC One.
En version francophone, l'épisode fut diffusé au Québec en 1971 sur Télé-Métropole et son réseau d'affiliés. En France, l'épisode est diffusé le 21 août 1986 lors de la rediffusion de l'intégrale de Star Trek sur La Cinq.

### Réception critique
Dans un classement pour le site Hollywood.com, Christian Blauvelt place cet épisode à la 49e position sur les 79 épisodes de la série originelle. Pour le site The A.V. Club Zack Handlen donne à l'épisode la note de B- trouvant que si l'épisode avait du potentiel, celui-ci est trop simpliste et aligne les problèmes qui sont résolus simplement et sans surprise.

### Hommage
Le jeu vidéo de 1986 Might and Magic: The Secret of the Inner Sanctum base une partie de son scénario sur la chute de cet épisode, avec un monde médieval-fantastique qui s'avère être en réalité une station spatiale.

## Adaptations littéraires
L'épisode fut romancé sous forme d'une nouvelle de 27 pages écrite par l'auteur James Blish dans le livre Star Trek 8, un recueil compilant différentes histoires de la série et sorti en novembre 1972 aux éditions Bantam Books.
Dans The Sorrows of Empire, un roman se déroulant dans l'univers parallèle de l'épisode Miroir, McCoy meurt du xenopolycythemia.

## Éditions commerciales
Aux États-Unis, l'épisode est disponible sous différents formats. En 1988 et 1990, l'épisode est sorti en VHS et Betamax. L'épisode sortit en version remastérisée sous format DVD en 2001 et 2006.
L'épisode connut une nouvelle version remasterisée diffusée le 5 janvier 2008 : l'épisode fit l'objet de nouveaux effets spéciaux, notamment les plans de l'Enterprise vus de l'espace qui ont été refaits à partir d'images de synthèse ainsi que Yonada qui ressemble bien plus à un véritable astéroïde. La bataille entre l'Enterprise et les missiles, a la base hors champs fut créée. Cette version est comprise dans l'édition Blu-ray, diffusée en décembre 2009.
En France, l'épisode fut disponible avec l'édition VHS de l'intégrale de la saison 3 en 2000. L'édition DVD est sortie en 2004 et l'édition Blu-ray le 22 décembre 2009.